# Bauböcks integrationsmodell
Bauböcks integrationsmodell är en modell för integration utformad av Rainer Bauböck och publicerades i antologin Social and Cultural Integration in a Civil Society 1996. Modellen utgår från tre institutioner i samhället som tillsammans utgör den civila arenan. Institutionerna är staten, marknaden och familjen. Dessa tre institutioner utgör sinsemellan det civila samhället. I det civila samhället återfinns aktörer så som skolväsende, religiösa samfund, bankväsende och ideella organisationer. Målet med modellen är att genom förståelse för de tre institutionernas normativa system kunna bli autonom i samhället och därmed integrerad.
Gentemot institutionerna har individen olika roller. Gentemot staten är individen medborgare, gentemot marknaden är individen ekonomisk agent och gentemot familjen är individen familjemedlem. Dock finns det skillnader för individen gentemot institutionerna. I staten och på marknaden är individen exempelvis utbytbar men det är den således inte i familjen. På marknaden och i familjen är den rättsliga regleringen låg men i staten är den hög. I staten är jämlikheten hög då alla är lika inför lagen, på marknaden är den låg, då råder maktskillnader mellan arbetsgivare och arbetstagare medan det i familjen kan vara både och.
Vikten av det civila samhället är stort eftersom det är i det civila samhället individen kan exponeras för eller möta institutioners normer. Respektive aktör i det civila samhället förhåller sig olika till respektive institution. Traditionellt sett ligger exempelvis bankväsendets normer nära marknadens, skolväsendets nära statens och religiösa samfund nära familjens. Detta innebär dock inte att aktörerna accepterar alla normer ifrån de andra institutionerna. Staten kan exempelvis vara accepterande emot ett visst beteende eller uttryck medan familjen inte är det. Det civila samhället blir på så vis en smältdegel där normer kan mötas och exponeras mot varandra.
Bauböck betonar familjens roll vad gäller påverkan på en individs förhållningssätt gentemot stat och marknad. Bauböck menar att föräldrarna påverkar ett barns syn på dessa institutioner som kan bli vägledande för hur ett barn senare i livet förhåller sig gentemot dem. Modellen förutsätter att det råder en jämvikt de tre institutionerna emellan och likaså klara distinktioner. Om familjen stör denna balans kan integrationsmöjligheterna för ett barn försämras.
Dessa tre institutioner, tillsammans med det civila samhället, skapar ett samhälles kultur.